# Зубастики 2: Основна страва
«Зубастики 2: Основна страва» (англ. Critters 2: The Main Course) — американський фантастичний фільм жахів 1988 року режисера Міка Ґерріса.

## Сюжет
Минуло 2 роки з тих пір, як бридкі зубасті істоти вперше тероризували містечко Гроверз Бенд і розгромили ферму Браунів. Прийшов час, і з величезних зелених яєць стали вилуплюватися Зубастики, якраз до дня Святої Пасхи. Зірвавши церковну службу, вони знову починають пожирати все на своєму шляху. На щастя, в місто приїжджає хоробрий юнак Бред Браун, який об'єднується зі своїми старими друзями космічними мисливцями і вступає в бій з Зубастиками.

## У ролях
| Актор                  | Роль                  |
| ---------------------- | --------------------- |
| Терренс Манн           | Уг                    |
| Дон Кіт Оппер          | Чарлі МакФадден       |
| Сінтія Ґерріс          | Занті                 |
| Скотт Ґраймз           | Бред                  |
| Аль Стівенсон          | водій автобуса        |
| Том Годжіс             | Веслі                 |
| Дуглас Роу             | Квіглі                |
| Ліан Александра Кертіс | Меган Морган          |
| Ліндсі Паркер          | Сінді                 |
| Герта Вер              | Нана                  |
| Сем Андерсон           | містер Морган         |
| Лін Шей                | Саллі                 |
| Беррі Корбін           | Гарв                  |
| Едді Дізен             | Hungry Heifer Manager |
| Френк Бірні            | Преподобний Фішер     |
| Девід Ерсін            | шериф Корвін          |
| Роксенн Керноган       | Лі                    |
| Грегорі Патрік         | Лі / Уг «безликий»    |
| Том Маклафлін          | сторож церкви         |
| Патрік Кемпбелл        | фермер                |
| Монтроуз Ґагінс        | фермерка              |
| Гарі Кешдоллар         | переляканий чоловік   |
| Кендес Лофлін          | жінка                 |
| Дж. Крістофер Салліван | Townie                |

## Саундтрек
| Список треків | Список треків              | Список треків |
| #             | Назва                      | Тривалість    |
| ------------- | -------------------------- | ------------- |
| 1.            | «Primordial Planet»        | 3:03          |
| 2.            | «Grover's Bend»            | 1:48          |
| 3.            | «Charlie Thinkin'»         | 1:57          |
| 4.            | «Quigley Killed»           | 1:32          |
| 5.            | «Brad in the Attic»        | 1:02          |
| 6.            | «Nana's House»             | 0:55          |
| 7.            | «Critters at Burger Plant» | 0:55          |
| 8.            | «Easter Morning»           | 0:54          |
| 9.            | «Bunny Attack»             | 0:59          |
| 10.           | «Spaceship Landing»        | 2:00          |
| 11.           | «Critter Convention»       | 2:09          |
| 12.           | «Transform to Playmate»    | 2:10          |
| 13.           | «Nana's Critters»          | 1:05          |
| 14.           | «It's Me, Brad»            | 2:48          |
| 15.           | «Critter at Gazette»       | 1:04          |
| 16.           | «Transform to Nerd»        | 1:13          |
| 17.           | «Rectory»                  | 1:42          |
| 18.           | «Cheesehead Gets It»       | 1:14          |
| 19.           | «Ug Loses It»              | 2:26          |
| 20.           | «Setting the Trap»         | 2:06          |
| 21.           | «Night»                    | 3:45          |
| 22.           | «Victory Romance»          | 0:40          |
| 23.           | «Critters Roll»            | 2:59          |
| 24.           | «Grover's Bend Farewell»   | 3:23          |
| 25.           | «Finale»                   | 2:13          |
| 46:05         |                            |               |